# Hipología

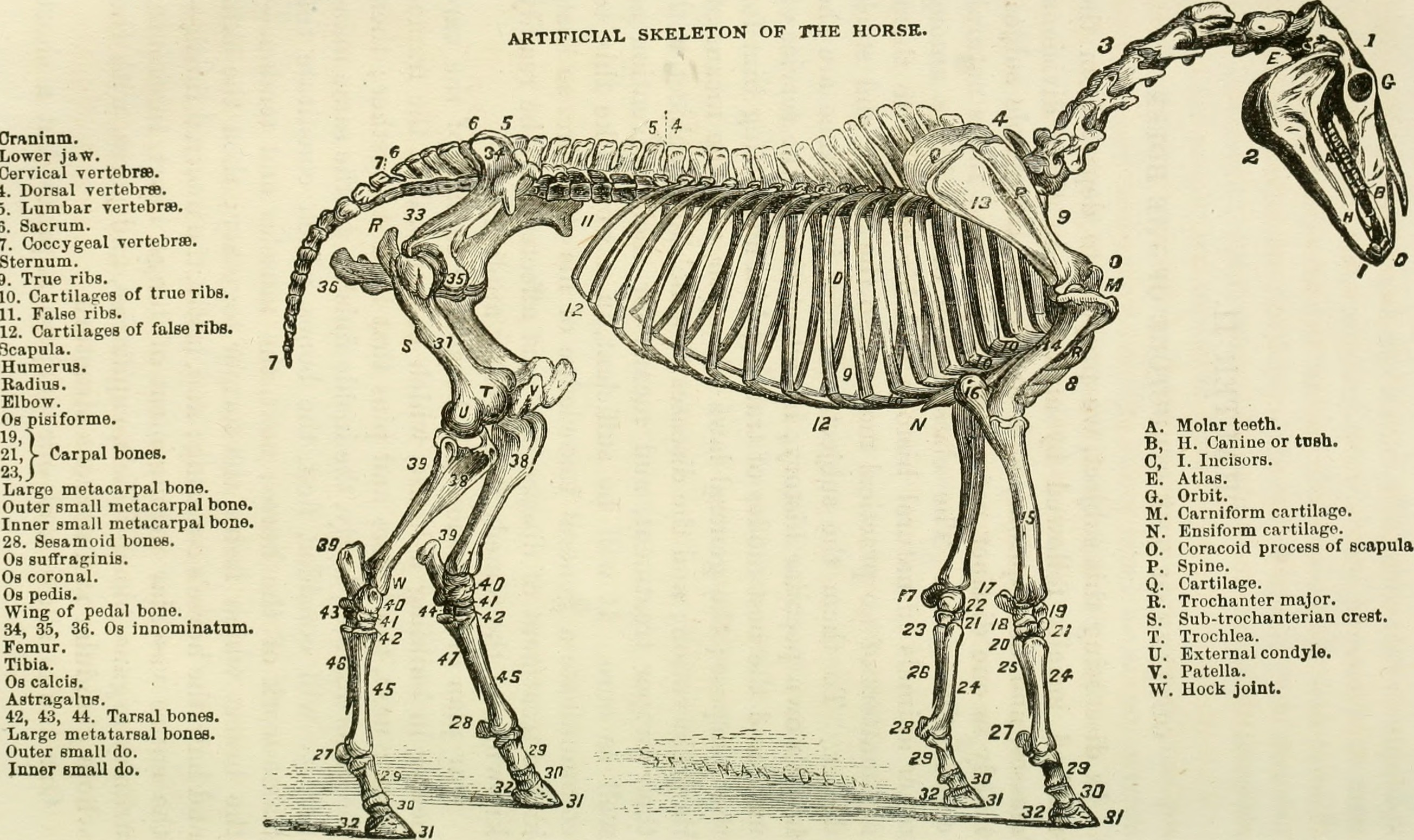
Estructura básica de un caballo

La hipología (del griego hipo-Ἵππος = "caballo" y logos-λόγος = "palabra, pensamiento, razonamiento"), o también ciencia hípica, es la ciencia que se ocupa y estudia al caballo doméstico, su estructura, fisiología, filogenia, reproducción y cría, incluyendo la historia de la cultura relacionada con el caballo.